# Bistum Satna
Das Bistum Satna (lateinisch Dioecesis Satnensis) ist eine Diözese der mit der römisch-katholischen Kirche unierten syro-malabarischen Kirche mit Sitz in Satna in Indien. Es ist eine Suffragandiözese des Erzbistums Bhopal.

## Geschichte
Am 29. Juli 1968 wurde das Apostolische Exarchat Satna aus Gebietsteilen des Bistums Jabalpur errichtet und Abraham D. Mattam wurde ihr Exarch. Als das Exarchat 1977 zum Bistum erhoben wurde, wurde Mattam Bischof. 1999 wurde er von Matthew Vaniakizhakel als Bischof abgelöst.

## Bischöfe von Satna
- Abraham D. Mattam CV (1968–1999) (bis 1977 Exarch)
- Matthew Vaniakizhakel CV (1999–2014)
- Joseph Kodakallil (seit 2015)